# آيت أوسى (تيلمزون)
آيت أوسى هي إحدى مشيخات المملكة المغربية، تتبع جغرافيا لإقليم طانطان وإداريًا لتيلمزون. يقدر عدد سكانها بـ 325 نسمة حسب الإحصاء الرسمي للسكان والسكنى لسنة 2004.